# Китьков, Алексей Владимирович
Алексей Владимирович Китьков (род. 6 декабря 1982, Кемерово) — российский игрок в хоккей с мячом, нападающий и полузащитник, хоккейный (с мячом) тренер, мастер спорта России (2005).

## Карьера

### Игровая карьера
Заниматься хоккеем с мячом начал в 1989 году в Кемерове в школе «Кузбасса», где подготовкой игрока занимался А. П. Измаденов. Также подготовкой игрока в школе «Кузбасса» занимался его отец — В. В. Китьков. С 1996 по 1998 год — в школе новосибирского «Сибсельмаша». В сезоне 1998/99 продолжил подготовку в школе «Кузбасса». На детско-юношеском уровне побеждает в турнире «Плетёный мяч» (1995), чемпионате России среди юношей (1997), Кубке мира среди юношеских команд (1997, включение в символическую сборную турнира). Серебряный призёр первенств мира среди младших (1998) и старших юношей (1999). Серебряный призёр чемпионата России среди юниоров (2001, лучший нападающий турнира).
В сезоне 1999/2000 в составе команды мастеров «Кузбасса», в следующем сезоне был игроком «Сибсельмаша».
С 2001 по 2006 год вновь был игроком «Кузбасса». В составе команды в 2003 году побеждает в Кубке России, становится трижды серебряным и дважды бронзовым призёром чемпионатов России.
В сезоне 2006/07 выступал за казанскую «Ракету» (в кубке), абаканские «Саяны» и вновь за «Сибсельмаш».
Сезон 2007/08 начал в составе красноярского «Енисея», в начале сезона принимая участие в матчах предварительного этапа Кубка России. В дальнейшем по ходу сезона переходит в шведскую «Муталу», которая представляет Элитсерию.
В начале сезона 2008/09 вновь в составе «Кузбасса», но большую часть сезона вновь проводит в составе «Муталы». За несколько туров до окончания регулярного чемпионата Элитсерии клуб, в связи с нестабильным финансовым положением, разрывает контракт с российскими легионерами и Китьков покидает команду.
Перед сезоном 2009/10 перешёл в кировскую «Родину», провёл с командой в начале сезона матчи первого этапа Кубка России, но в ноябре по обоюдному согласию сторон контракт игрока с клубом был расторгнут.
В январе 2010 года была достигнута договорённость о переходе игрока в шведский клуб «Несшё», но переход в период дозаявок не состоялся в связи с проблемами по оформлению в заявленные сроки разрешения на работу в Швеции.
В сезоне 2010/11 был игроком клуба «Транос», представляющий второй по силе дивизион шведского клубного хоккея с мячом — лигу Аллсвенскан.
Завершил игровую карьеру в составе кемеровского «Кузбасса», выступая за команду с 2011 по 2015 год.

### Тренерская деятельность
После завершения сезона 2014/15 становится помощником исполняющего обязанности главного тренера «Кузбасса» Николая Кадакина, продолжая в предстоящем сезоне деятельность в тренерском штабе команды.
В сезоне 2016/17 был главным тренером команды «Кузбасс»-2, принимающей участие в первенстве России среди команд Высшей лиги. Под руководством тренера команда становится бронзовым призёром Всероссийских соревнований молодёжных команд.
В марте 2017 года назначен исполняющим обязанности главного тренера «Кузбасса», руководил командой в плей-офф чемпионата России сезона 2016/17, в котором «Кузбасс» на четвертьфинальной стадии уступил иркутской «Байкал-Энергии» в трёх матчах в серии до трёх побед.
Главный тренер «Кузбасса» с 2017 по 2020 год. Под руководством Китькова «Кузбасс» по итогам сезона 2017/18 занял четвёртое место в чемпионате России, проиграв «Байкал-Энергии» в матче за третье место, что было лучшим результатом «Кузбасса» с сезона 2010/11.
В 2017 и 2019 годах был помощником Владимира Китькова, который возглавлял сборные команды России, побеждавшие в первенствах мира среди юношей (2017) и юниоров (2019).
В 2018 году окончил Высшую школу тренеров РГУФКСиТ.
В сезоне 2020/21 — старший тренер «Кузбасса», главным тренером которого в первой половине сезона был Сергей Большаков, с января 2021 года по октябрь 2022 года — старший тренер в тренерском штабе «Кузбасса», который возглавлял Дмитрий Щетинин.

## Достижения
«Сибсельмаш»
 Обладатель Кубка мира среди юношей: 1997
«Кузбасс»
 Серебряный призёр чемпионата России (3): 2003/04, 2004/05, 2005/06 

 Бронзовый призёр чемпионата России (2): 2001/02, 2002/03 

 Обладатель Кубка России: 2003 

 Финалист Кубка России: 2005 (весна) 

 Бронзовый призёр Кубка России: 2004 

 Серебряный призёр чемпионата России по мини-хоккею: 2000 

 Серебряный призёр чемпионата России среди юниоров: 2001 

 Чемпион России среди юношей: 1997 

 Победитель турнира «Плетёный мяч»: 1995 

 Бронзовый призёр Кубка мира среди юношей: 1995 (в составе команды «Дружба»)
Сборная России (юношеские)
 Серебряный призёр чемпионата мира среди старших юношей: 1999 

 Серебряный призёр чемпионата мира среди младших юношей: 1998

### Комментарии
1. ↑  Количество игр и голов за клуб(ы) в высшем дивизионе чемпионатов России
2. ↑  Результативные передачи